# Richard Adolf Zsigmondy
Richard Adolf Zsigmondy (Viena, 1 de abril de 1865 — Göttingen, 23 de setembro de 1929) foi um químico austríaco. Ele era conhecido por suas pesquisas em colóides, pelas quais recebeu o Prêmio Nobel de química em 1925.

## Carreira
Formado na Universidade de Viena e na Universidade de Munique. Após obter um doutorado em 1891, foi ajudante de August Kundt na Universidade de Berlim e professor na Universidade de Graz (1893). De 1908 até sua aposentadoria em 1929, foi diretor do Instituto de Química Inorgânica de Göttingen.
Zsigmondy é conhecido por suas investigações teóricas e experimentais da química dos colóides. Durante este tempo , entre outros trabalhos, idealizou e realizou, em colaboração com Heinrich Siedentopf, o primeiro ultramicroscópio. Por tais pesquisas, que posteriormente se revelaram decisivas no desenvolvimento da bioquímica, recebeu o Nobel de Química de 1925.
Além de "Lehrbuch der Kolloidchemie", publicou "Über das kolloide Gold", em colaboração com Peter Adolf Thiessen.
Casado com Laura Luise Müller, filha do professor de Anatomia patológica em Jena Wilhelm Müller, teve duas filhas: Annemarie e Kathe. O marido de Annemarie, Erich Hückel, que foi um dos colaboradores de Zsigmondy, contribuiu no livro deste sobre as teorias da adsorção: ("Kolloidforschung in Einzeldarstellungen").

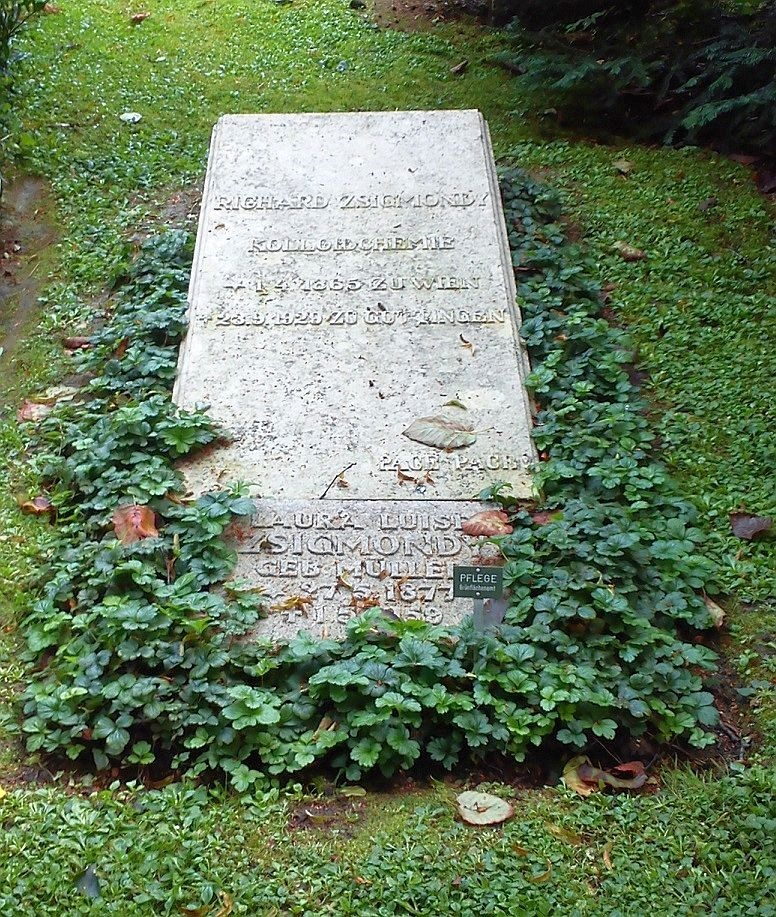
Sepultura de Richard Zsigmondy no Stadtfriedhof de Göttingen

Sepultado no Stadtfriedhof de Göttingen.

## Publicações selecionadas
- Zsigmondy, R. (1885). Rudolf Benedikt. «Die Bestimmung des Glycerins in verdünnten wässrigen Lösungen und in Fetten». Chemiker-Zeitung. 9 (55): 975–976. Bibcode:1900AnP...306...69P. doi:10.1002/andp.19003060105
- Zsigmondy, R. (1887). «Neue Lüster und Farben auf Glas». Polytechnisches Journal. 266: 364–370
- Zsigmondy, R. (1890). Beiträge zur Synthese von Indenderivaten. München: Buchdr. von J. Fuller. LCCN tmp84012343
- Zsigmondy, R. (1898). «Ueber wässrige Lösungen metallischen Goldes». Annalen der Chemie. 301 (1): 29–54. Bibcode:1943NW.....31..153P. doi:10.1002/jlac.18983010104
- Zsigmondy, R. (1901). «Ueber die Absorption des Lichtes in Farbgläsern». Annalen der Physik. 309 (1): 60–71. Bibcode:1901AnP...309...60Z. doi:10.1002/andp.19013090104
- Zsigmondy, R. (1902). «Über kolloidale Lösungen». Zeitschrift für Elektrochemie. 8 (36): 684–687. doi:10.1002/bbpc.19020083608Zsigmondy, R. (1905). Zur Erkenntnis der Kolloide. Über irreversible Hydrosole und Ultramikroskopie. Jena: Gustav Fischer. OL 1473920W
- Zsigmondy, R. (1907). Über Kolloid-Chemie mit besonderer Berücksichtigung der anorganischen Kolloide. Leipzig: Johann Ambrosius Barth
- Zsigmondy, R. (1909). Colloids and the ultramicroscope; a manual of colloid chemistry and ultramicroscopy. Jerome Alexander (chemist) (transl.) 1a. ed. New York: J. Wiley & Sons. LCCN 09012628
- Zsigmondy, R. (1912). Kolloidchemie: ein Lehrbuch. Leipzig: Otto Spamer. LCCN 12018021
- Zsigmondy, R. (1913). «Über einen einfachen Ultrafiltrationsapparat». Angewandte Chemie. 26 (63): 447–448. Bibcode:1913AngCh..26..447Z. doi:10.1002/ange.19130266303
- Zsigmondy, R. (1914). W. Bachmann. «Handhabung des Immersionsultramikroskops». Kolloid-Zeitschrift. 14 (6): 281–295. doi:10.1007/BF01423340
- Zsigmondy, R. (1917). The chemistry of colloids, Part I. Spear, E. (transl.) 1st ed. New York: J. Wiley & Sons. LCCN 17029221